# MSN Groups
MSN Groups was een internetdienst van MSN, waarbij mensen via groepen gezamenlijke interesses konden delen en met elkaar online konden communiceren. Deze dienst was beschikbaar van 1995 tot februari 2009. Het is opgegaan in andere diensten van Windows Live. Ook bestaat er het nieuwe Windows Live Groups, alleen is dat meer voor kleine vriendengroepen bedoeld.